# El efecto práctica
El efecto práctica es una novela de David Brin, escrita en 1984.

## Argumento
Un científico llamado Dennis Nuel está trabajando, dentro del instituto de investigación científica e investigación pionera, en un campo científico experimental, la "Zievatronica", la manipulación del tiempo y el espacio. Después de la muerte de su mentor, es expulsado del proyecto y otro profesor toma el control del proyecto. Después de un tiempo, el sistema que han creado para moverse a través del tiempo y el espacio, conocido como "Zievatron" se encuentra con problemas operacionales y queda fijado en las coordenadas de un mundo muy similar a la Tierra en casi todos los aspectos, y Dennis es re reclutado para ayudar a desfijarlo. Dennis, se ofrece voluntario para ser enviado al otro mundo para arreglar el Zievatron desde el otro lado. 
Cuando llega a este planeta, se encuentra el Zievatron desmantelado y con que partes vitales del sistema han desaparecido. De los tres robots de exploración que se habían enviado, encuentra a dos de ellos rotos. Después de un rato, encuentra al tercer robot, intacto y todavía funcionando, y lo usa para grabar imágenes que espera le ayuden a identificar qué es lo que ha pasado con el Zievatron. En este mundo parece ser que los objetos que se usan mejoran con dicho uso, algo que al descubrirlo Nuel denomina "Efecto Práctica". Por ejemplo, los cuchillos cortan mejor con el uso, las cestas se hacen más grande cuantas más cosas lleven, ventanas, mobiliario y decoración se vuelven más atractivas cuanto más las mires. El fondo de esto es que los objetos se deterioran con el tiempo si no se usan. Bajo estas reglas físicas, las clases altas de la sociedad emplean sirvientes para que "practiquen" sus posesiones a la perfección. 
Al final, descubre que el efecto práctica es el resultado de una elusiva criatura fruto de la ingeniería genética conocida como Bestia Krenegee que provoca cambios en las leyes de la Termodinámica. Esta criatura emite un campo que permite al efecto práctica trabajar mejor. Cuanto más cerca se está de un Krenegee, más eficiente resulta la "práctica. El efecto práctica puede tardar varios meses en que un objeto alcance su máxima perfección, pero si se entra en un trance Feltish se acelera el proceso, mas todavía si hay un Krenegee presente.